# News World Communications
News World Communications — медіаконгломерат, що належить Мун Сон Мьону, заснований в 1976 році в Нью-Йорку. До складу агентства входить одне з чотирьох найбільших інформаційних агентств UPI, а також The World News (США), щоденна газета The Washington Times, газета "Вашингтон Стар, газета Сеге Ільбо (Республіка Корея), газета Секай Ніппо (Японія), газета Middle East Times, журнал World and I, газета The Zambezi Times (ПАР), газета Tiempos Del Mundo і ще 15 іспаномовних країнах Латинської Америки., журнал GolfStyles, журнал Insight on the News (США), телеканали Nostalgia Network (США) і AmericanLife TV (США)
Також News World Communications публікує каталог Marquis who's Who.